# Elicoplano

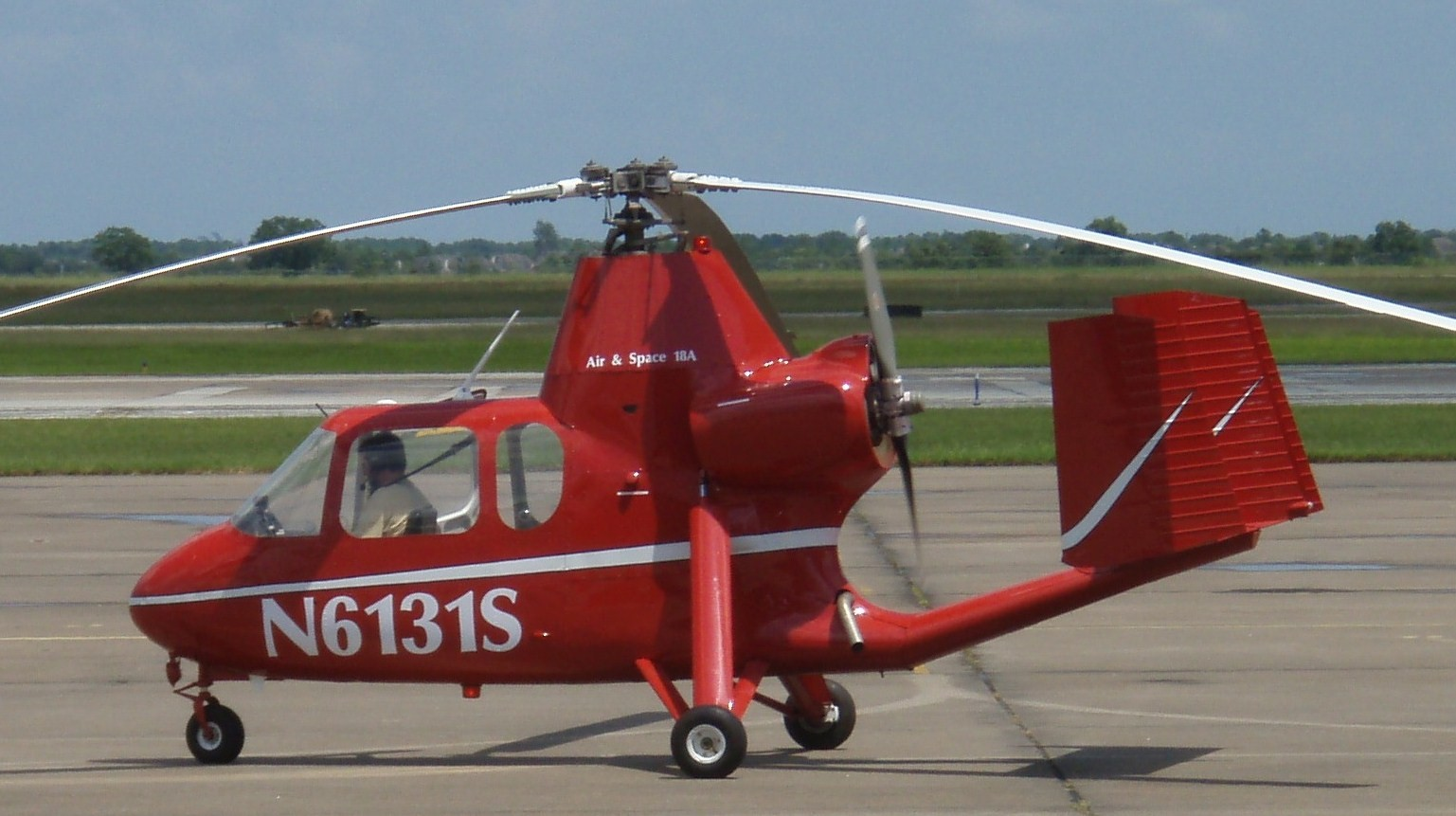
L'Air & Space 18A, uno degli ultimi tre elicoplani immatricolati come tali dalla FAA statunitense.

Un elicoplano o con termini derivati dall'inglese, una girodina (dall'inglese "gyrodyne") o elicottero composito, è un aerogiro con motore che muove un rotore utilizzato per il decollo, l'atterraggio e l'hovering a similitudine dell'elicottero, ma che a differenza di questo, è dotato anche di un sistema di propulsione supplementare, che è indipendente dal rotore principale e che produce una spinta nella direzione della traiettoria.
Alle velocità più alte, il rotore principale si comporta in maniera simile a quello di un autogiro, ovvero cessa di fornire spinta nella direzione della traslazione, ma si limita a fornire solo portanza.
Il nome elicoplano (in inglese "heliplane") fu usato originalmente da Don Farrington per il lancio sul mercato dell'Air & Space 18A.
C'è controversia sull'uso corretto dei termini elicoplano e girodina e in più esistono anche i termini sinonimi elicottero composito e giroplano composito, che però sono utilizzati meno di frequente.

## La terminologia USA
Il termine gyrodyne costituisce ufficialmente una classe di aerodine potenzialmente immatricolabili negli Stati Uniti, riconosciuta come tale dai regolamenti della Federal Aviation Administration (FAA), mentre Heliplane è un marchio pubblicitario.
L'FAA differenzia tra gyrodyne, mezzi nei quali il rotore è posto in rotazione da un motore, e gyroplane, nei quali il rotore è in rotazione libera. Il gyroplane nella terminologia italiana viene chiamato autogiro.